# Santa Lucia della Tinta
Santa Lucia della Tinta é uma igreja de Roma, Itália, localizada no rione Campo de Marte, na via di Monte Brianzo. É dedicada a Santa Lúcia de Roma.
É uma igreja subsidiária da paróquia de Sant'Agostino in Campo Marzio.

## História
É uma igreja diminuta e muito antiga, que já foi paroquial e colegiada, contratada pela guilda dos tintureiros, de quem emprestou o nome. Era chamada também de Santa Lucia delle Quattro Porte (em latim: quattuor portarum), pois era vizinha da muralha antiga que seguia a margem do Tibre, da Porta Flamínia até a Ponte Élio, na qual se abriam algumas poternas ("portas menores").
A mais antiga menção a esta igreja está numa inscrição de 1122, recuperada na igreja no século XVII. Ela foi depois citada em diversas bulas do século XIII por ocasião de uma reforma de todo o complexo. Em 1580, foi restaurada novamente pela guilda dos cocheiros e, em 1728, pela família Borghese, que passou a patrocinar a igreja, como lembra uma grande lápide na entrada.
Em 1911, foi novamente restaurada e, na ocasião, foram recuperados os restos do piso cosmatesco, destacados de seu lugar original e transplantados para o altar-mor.

## Galeria

Imagens da igreja
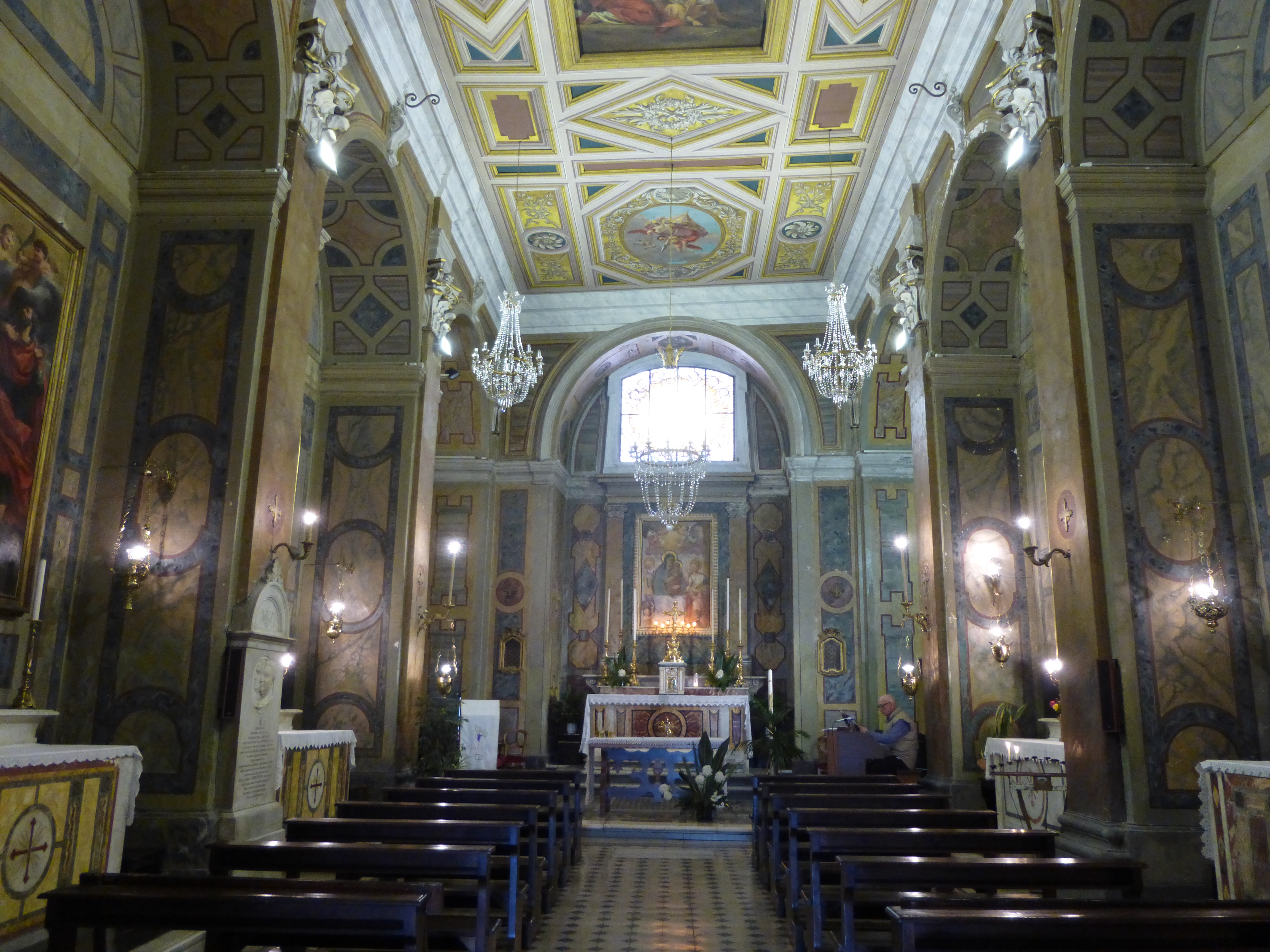
Interior, na direção do altar-mor.
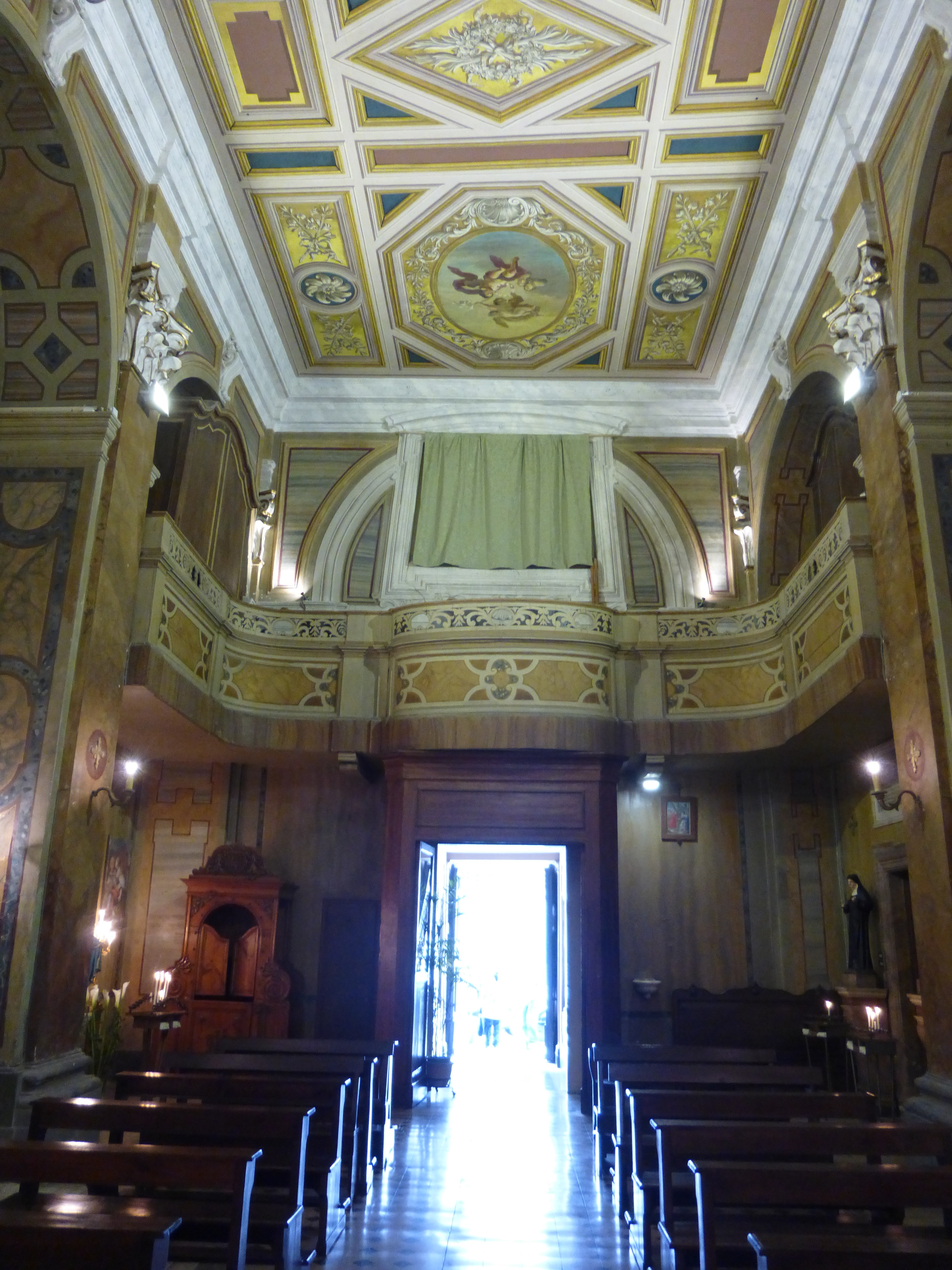
Contra-fachada.
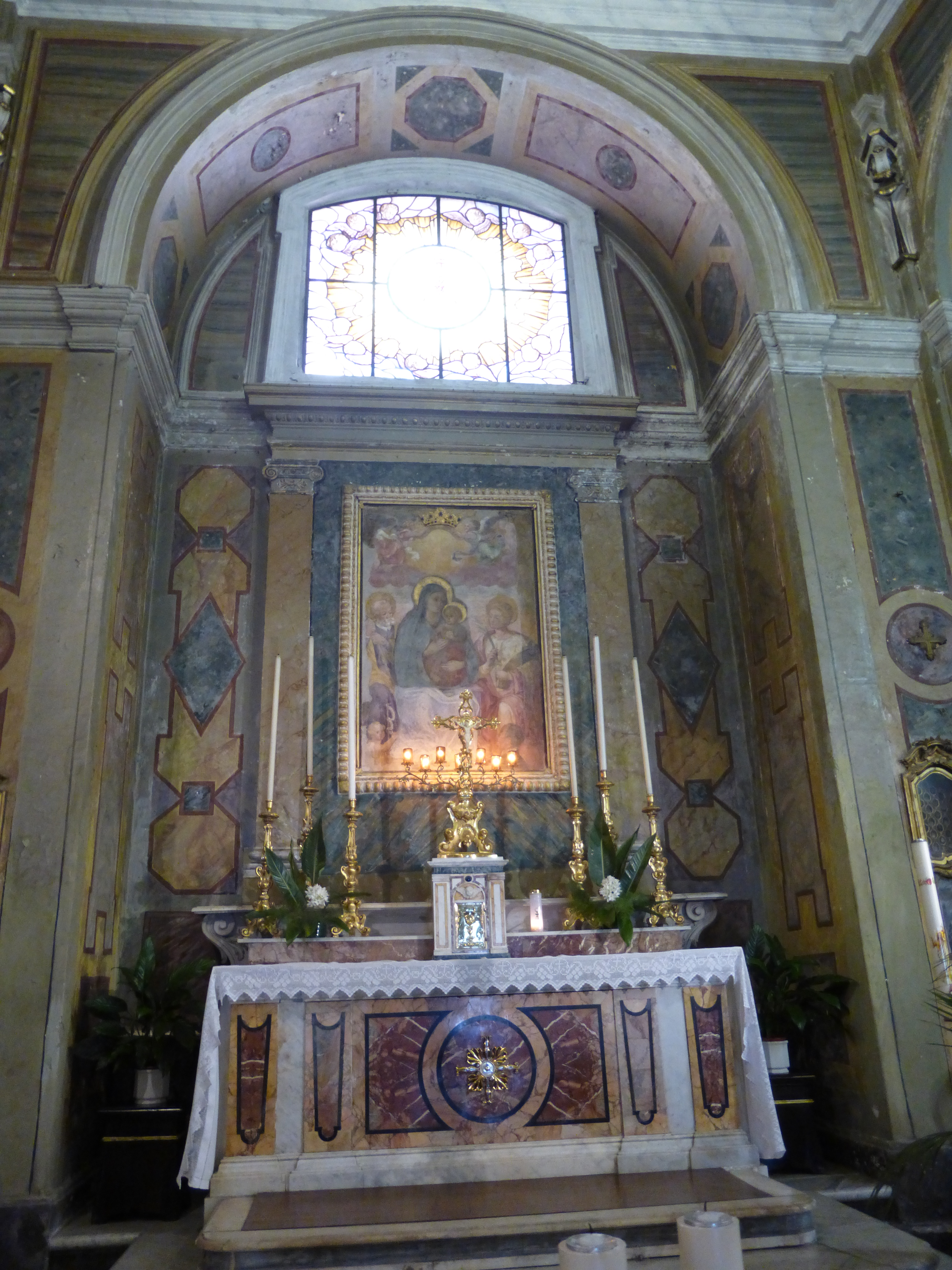
Altar-mor.
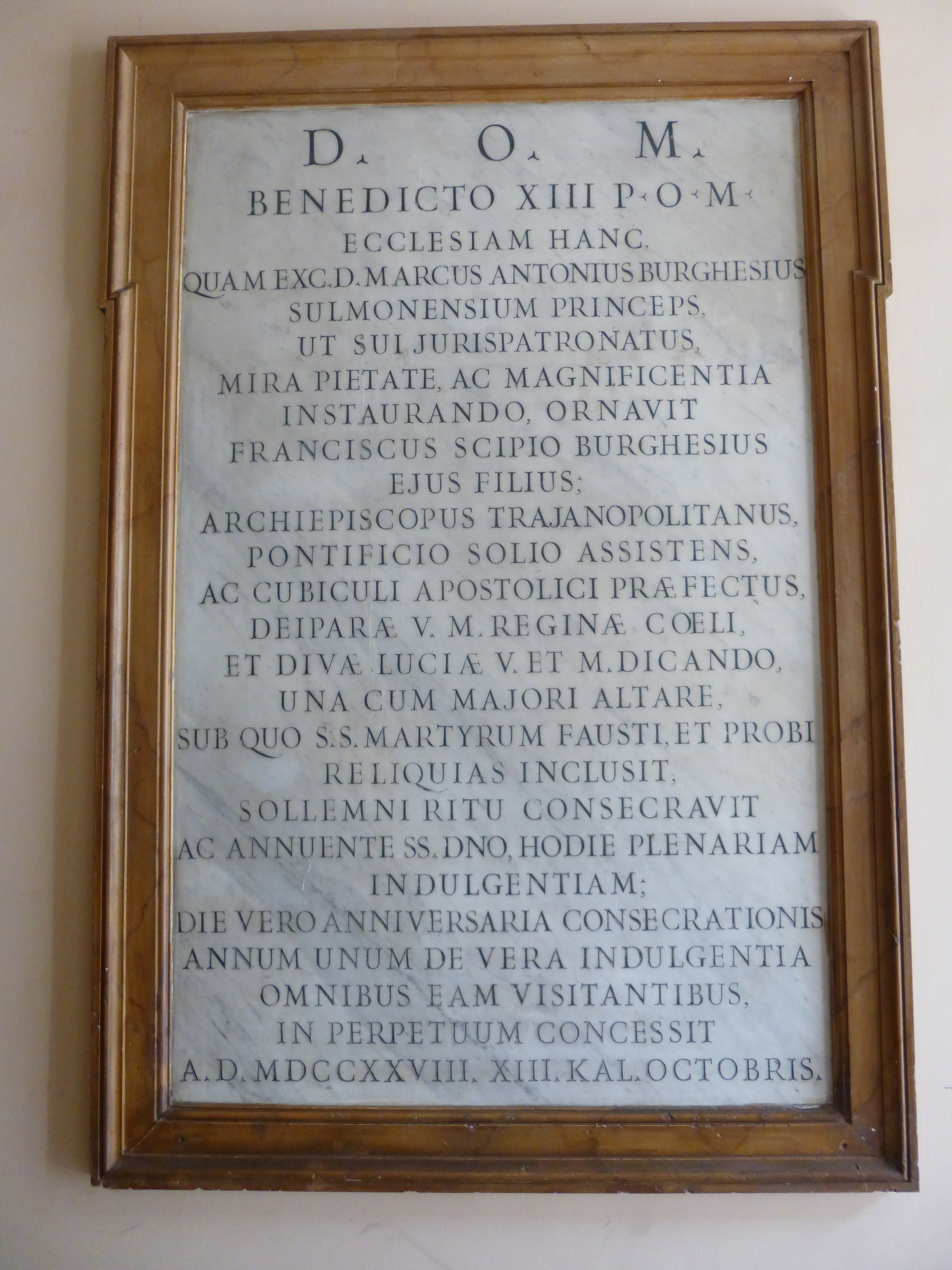
Lápide anunciando o patronato da família Borghese.